# Танаквил
Танаквил (Tanaquil) е съпруга на Тарквиний Приск, пети цар на Рим.
Тя произлиза от могъща етруска фамилия от град Тарквиния. Смята, че мъжът и е добър лидер, но тъй като той е син на емигрант не може да спечели политическа длъжност в Тарквиния — града в който живеят. Знаейки това Танаквил го окуража да заминат към Рим, който по това време не е доминиран от силна местна аристокрация. Нейните гадателски способности първо помагат на Тарквиний Приск да стане цар, а след това помагат и на Сервий Тулий да го наследи. Докато пътуват със съпруга си към Рим, на шапката му каца орел, след това литнал и после пак се върнал върху главата на Приск. Танаквил тълкува това, като знак че боговете искат мъжът и да стане цар.
Пророчеството на Танаквил в крайна сметка се реализира. Приск става близък приятел с действащия цар Анк Марций, който го прави настойник на децата си. Когато Анк Марций умира, а децата му са твърде млади да го наследят, Тарквиний Приск използва популярността си пред народното събрание и е избран за нов цар на Рим. Той управлява от 616 до 579 пр.н.е.
Танаквил изиграва роля и за издигането на Сервий Тулий, шестия цар на Рим. Отглеждайки го като собствено дете Танаквил вярва, че той ще е следващия наследник на трона. Един ден, докато Сервий спи главата му е обградена от пламъци. Пламъците горят без да нараняват спящия и когато той се буди те изчезват. Танаквил вижда това като поличба, че един ден Сервий ще стане цар. Когато Тарквиний Приск е убит, Танаквил скрива това от поданиците си и казва, че Приск е болен и е посочил за временен цар Сервий, докато състоянието му не се подобри. След като новия цар печели уважението на хората и осигурява властта си, Танаквил съобщава за смъртта на съпруга си. Танаквил има дъщеря — Тарквиния, която се омъжва за Сервий Тулий, втора дъщеря отново с името Тарквиния, която ще се омъжи за Марк Юний Брут (баща на Луций Юний Брут) и двама сина — Луций Тарквиний Суперб и Арун Тарквинй, който ще се ожени за Тулия, дъщеря на Сервий Тулий.